# Costa Nhamoinesu
Costa Nhamoinesu (Harare, 6 gennaio 1986) è un ex calciatore zimbabwese, di ruolo difensore.

## Caratteristiche tecniche
È un terzino sinistro.

## Carriera

### Club
Nel 2008, dopo aver giocato tra Zimbabwe e Sudafrica, si trasferisce in prestito in Polonia. Nel luglio dello stesso anno è ceduto con un prestito biennale al Zagłębie Lubin: a fine contratto, i polacchi riscattano il giocatore acquistandolo definitivamente in cambio di 250000 €.

### Nazionale
Disputa 8 gare in nazionale maggiore tra il 2008 e il 2011. Il 20 ottobre 2012, insieme ad altri 15 giocatori, gli viene comminata dalla federazione calcistica nazionale una squalifica di 10 anni per aver truccato alcune partite.

## Palmarès

### Club

#### Competizioni nazionali
- Campionato ceco: 1

Sparta Praga: 2013-2014
- Coppa della Repubblica Ceca: 2

Sparta Praga: 2013-2014, 2019-2020
- Supercoppa della Repubblica Ceca: 1

Sparta Praga: 2014